# Oldžejtu
Oldžejtu (mongolsko ᠦᠯᠵᠠᠢᠲᠦ ᠬᠠᠨ, latinizirano: Öldžaitü Kan, dob. 'blagoslovljeni', perzijsko اولجایتو, latinizirano: Ojdžajto), znan tudi kot Mohamed-e Kodabandeh (محمد خدابنده, Kodābande, 'Božji suženj, Božji služabnik'), je bil osmi vladar dinastije Ilkanidov, ki je vladal od leta 1304 do 1316 v Tabrizu v Iranu, * 24. marec 1282, † 16. december 1316. 
Bil je sin ilkanskega vladarja Arguna, brat in naslednik Mahmuda Gazana, petega naslednika Džingiskana, in pravnuk ustanovitelja Ilkanata Huleguja kana.

## Zgodnje življenje
Oldžejtu je bil sin Arguna in njegove tretje žene, keraitske kristjanke Uruk Hatun. Rojen je bil 24. marca 1282, ko je  oče služboval kot podkralj Horasana.
Ob rojstvu je dobil ime Kar-banda (gonič mul). Vzgojen je bil kot budist in bil leta 1291 krščen. Po papežu Nikolaju IV. je dobil ime Nikolja (Nikolaj). V knjigi Tarikh-i Uljaytu (Zgodovina Oldžejtuja) se sprva omenja kot Oldžej Buka, nato kot Temuder in končno kot Karbanda. Različni viri omenjajo, da je ob njegovem rojstvu deževalo in da so ga navdušeni Mongoli zato imenovali z mongolskim imenom Oldžejtu (Өлзийт), kar pomeni 'ugoden'. Kasneje se je skupaj z bratom Gazanom spreobrnil v sunitski islam in privzel muslimansko ime Mohamed. 
Sodeloval je v bitkah, v katerih se je Gazan boril proti Bajduju, šestemu kanu Ilkanata. Po prihodu njegovega brata Gazana na prestol Ilkanata je bil imenovan za podkralja Horasana. Leta 1299 je bil imenovan za Gazanovega naslednika, a je po novici o njegovi smrti kljub temu poskušal odpraviti morebitne tekmece za prestol. Prva žrtev je bil emir Alafrang, ki ga je  30. maja 1304 je ubil Oldžejtujev odposlanec.  Za njim je bil ujet in usmrčen  še en zelo vpliven emir Horkudak.

## Vladavina
9. julija 1304  je prišel na ravnino Udžan  in bil 19. julija 1304 kronan za ilkana. Rašid al-Din je zapisal, da je ime Oldžejtu prevzel po tem, ko je v Daduju na prestol prišel juanski cesar Olžejtu Timur. Njegov polni vladarski naziv je bil Gijat al-Din Mohamed Kudabanda Oldžejtu Sultan. Po prihodu na prestol je opravil več imenovanj. Kutlukšaha je imenoval  za vrhovnega poveljnika vojske Ilkanata, Rašida al-Dina in Saada al-Dina Savajija pa 22. julija 1304 za vezirja. Asila al-Dina, sin Nasirja al-Dina Tusija, je imenoval za očetovega naslednika na čelu Marageškega observatorija. Kutlukanidu Kutbu al-Din Šahu Džahanu je 21. aprila 1304 odvzel oblast v Kermanu in 27. junija 1305 imenoval svojega tasta in strica Irindžina za podkralja Anatolije. 
Istega leta je 19. septembra sprejel veleposlanike Dinastije Juan, Čagatajskega kanata in  8. decembra 1305 Zlate horde ter vzpostavil mir med Mongoli. Med njegovo vladavino je leta 1306 prišlo tudi do vala migracij iz Srednje Azije. V Horasan je s 30.000 ali 50.000 privrženci prišlo nekaj bordžiginskih princev, med njimi Arigbuhov vnuk Mingkan Keun, Kajdujev sin Sarban in Timur, potomec Džočija Kasarja. 
Leta 1306 se je odpravil na pohod v Herat proti kartidskemu vladarju Fahru al-Dinu. Uspehi so bili kratkotrajni. Iz zasede je bil ubit emir Danišmendov. Svoj drugi vojaški pohod, tokrat proti Gilanu, je začel junija 1307. Pridružili so se mu emirji Sutaj, Esen Kutluk, Irindžin, Sevinč, Čupan, Togan in Mumin. Po začetnih uspehih je bil ubit njegov vrhovni poveljnik Kutlukšah. Na njegovo mesto je bil imenovan Čupan. Po tem pohodu je ukazal še en pohod proti Kartidom, tokrat pod poveljstvom Budžaja, sina pokojnega emirja Danišmendov. Budžaj  je od 5. februarja do 24. junija 1306 oblegal Herat in končno zavzel citadelo. Znano je, da je ilkanidsko vojsko pri tem osvajanju spremljal korpus frankovskih specialistov za katapult mangonel.
Drug pomemben dogodek leta 1307 je bilo dokončanje Džami al-Tavarih (Zbirka kronik) Rašida al-Dina 14. aprila 1307. Kasneje leta 1307 je v Kurdistanu izbruhnil upor pod vodstvom nekega Muse, ki je trdil, da je Mahdi. Upor je bil hitro zatrt.
V Irbilu je izbruhnil še en verski upor kakšnih 10.000 kristjanov. Mestno citadelo so oblegale čete Ilkanata in kurdskih plemen in jo 1. julija 1310 končno zavzele. Vse branilce in številne sirske prebivalce spodnjega mesta so  pobili.
Pomembna sprememba v državni upravi se je zgodila leta 1312, ko je bil Olžejtuhev vezir Saad al-Din Savadži aretiran zaradi obtožb korupcije in 20. februarja 1312 usmrčen. Kmalu ga je zamenjal Tadž al-Din Ali Šah, ki je vodil civilno upravo Ilkanata do leta 1323. Druga žrtev čistke je bil Tadž al-Din Avadži, Saad al-Dinov privrženec.  
Ožejtu je nazadnje sprožil svoj zadnji pohod proti Mamelukom, v katerem naj bi na kratko zavzel Damask, sicer pa ni bil uspešen. Mameluška emirja, nekdanji guverner Alepa Šams al-Din Kara Sonkur in guverner Tripolija al-Afram, sta prebegnila k Oldžejtuju. Egipt je zahteval njuno izročitev, Oldžejtu pa je  namesto izročitve Kara Sonkurja, preimenovanega v Ak Sonkurja, imenoval za guvernerja Marageha, al-Aframa pa za guvernerja Hamadana.
Odnosi med mongolskimi kraljestvi so se medtem zaostrili. Uzbeg , novi kan Zlate horde, je 13. oktobra 1312 poslal Oldžejtuju odposlanca in obnovil svoje zahteve po Azerbajdžanu. Oldžejtu je slednjega podpiral med čagatajsko-juansko vojno leta 1314, ko je po izgonu Karaunov priključil južni Afganistan. Potem ko je odbil čagatajske vojske, je Oldžejtu leta 1315 imenoval svojega sina Abu Saida za upravitelja Horasana in Mazandarana, za njegovega skrbnika pa je imenoval ujgurskega plemiča Amirja Sevinča. Istega leta je iz Srednje Azije prispel Baba Ogul, še en potomec Džočija Kasarja, ki je na poti oropal Horezm in povzročil veliko nemirov. Zaradi protestov odposlancev Zlate horde je moral Oldžejtu Babo usmrtiti.
Ožejtujeva vladavina se spominja tudi po kratkem poskusu ilkanidske invazije na Hidžaz. Na dvor Ilkanata je leta 1315 prišel Humajda ibn Abi Numadž, kateremu je Oldžejtu  zagotovil vojsko več tisoč Mongolov in Arabcev pod poveljstvom Sadžida Taliba al-Dilkandija z nalogo, da osvoji Hidžaz. Odprava  je že prečkala Basro, ko je prejela novico o ilkanovi smrti. Velik del njegove vojske je dezertiral. Preostanek, okoli tristo Mongolov in štiristo Arabcev, je marca 1317 uničila horda štiri tisoč Beduinov pod vodstvom Mohameda ibn Ise.
Ilkan je načrtoval tudi izkop trupel kalifov Abu Bakra in Omarja iz njunih grobov v Medini.

## Smrt
Oldžejtu je umrl v Sultaniji 17. decembra 1316, potem ko je vladal dvanajst let in devet mesecev. Kasneje je bil Rašid al-Din Hamadani obtožen, da je ilkana zastrupil, in bil usmrčen. Oldžejtuja je nasledil njegov sin Abu Said. 

## Vera
Oldžejtu  je v svojem življenju izpovedoval budizem, krščanstvo in islam. Potem ko je nasledil prestol Ilkanata, sta nanj  vplivala šiitska teologa Al-Hili in Maitham Al Bahrani. Nek drug vir navaja, da se je v islam spreobrnil na prepričevanje svoje žene. Po Al-Hilijevi smrti je Oldžejtu prenesel posmrtne ostanke svojega učitelja iz Bagdada v kupolasto svetišče, ki ga je zgradil v Sultaniji. Kasneje je Oldžejtu zaradi frakcijskih sporov med suniti leta 1310 spremenil svojo miselno šolo v šiitski islam. V nekem trenutku je v začetku leta 1310 celo razmišljal o spreobrnitvi v tengrizem. Mameluški zgodovinar al-Safadi je v svojem biografskem slovarju Ajan al-Asr omenil, da je Oldžejtu v zadnjih letih pred smrtjo v ramazanu leta 716 po hidžri ponovno postal sunit.

## Zapuščina
Leta 1306 je nadziral dokončanje gradnje mesta Sultanija. Leta 1309 je v Širazu v Iranu ustanovil Dar al-Sayyedah (Sajedova loža) in ji dodelil dohodek v višini 10.000 dananirjev na leto. Njegova grobnica v Sultaniji, 300 km zahodno od Teherana, je najbolj znan spomenik ilkanidske Perzije. Po besedah Ruya Gonzáleza de Clavija je njegovo truplo kasneje izkopal Miran Šah.

## Odnosi z Evropo

### Trgovinski stiki
Trgovinski stiki z evropskimi državami so bili med Oldžejtujevo vladavino zelo živahni. Genovežani so se v prestolnici Tabriz prvič pojavili leta 1280 in do leta 1304 imeli svojega stalnega konzula. Oldžejtu je Benečanom s pogodbo leta 1306 podelil polne trgovinske pravice. Enaka pogodba je bila leta 1320 podpisana z njegovim sinom Abu Saidom. Po besedah Marka Pola je bil Tabriz specializiran za trgovanje z zlatom in svilo. V velikih količinah so se lahko kupovali tudi dragi kamni.

### Vojaško zavezništvo
Oldžejtu je nadaljeval politiko svojih predhodnikov Arguna in Gazana in vzdrževal diplomatske stike z Zahodom in ponovno izrazil mongolsko upanje na zavezništvo med krščanskimi narodi Evrope in Mongoli proti Mamelukom, čeprav se je sam spreobrnil v islam. 

#### Odposlanstvo leta 1305
Aprila 1305 je poslal mongolsko veleposlaništvo pod vodstvom Buscarella de Ghizolfija k francoskemu kralju Filipu Lepemu, papežu Klemnu V. in angleškemu kralju Edvardu I. Pismo Filipu IV., edino ohranjeno, opisuje prednosti sloge med Mongoli in Franki: 
"Govorimo mi, sultan Oldžejtu. Mi, ki smo se z močjo neba povzpeli na prestol (...), mi, potomci Džingiskana (...). V resnici ni nič boljšega od sloge. Če se kdo ne bi strinjal niti z vami niti z nami, se bomo skupaj branili. Naj odloči nebo!"
— Odlomek iz Oldžejtujevega pisma Filipu Lepemu; Francoski nacionalni arhivi 
Pojasnil je tudi, da so notranji konflikti med Mongoli zdaj končani: 
"Zdaj smo vsi mi, Timur kagan, Čapar, Toktoga, Togba in mi sami, glavni potomci Džingiskana, vsi mi, potomci in bratje, spravljeni po navdihu in božji pomoči. Tako da so naši ljudje od Nangkidžana [Kitajske] na Orientu do jezera Dala združeni in so poti odprte."
—Odlomek iz pisma Oldžejtuja Filipu Lepemu; Francoski nacionalni arhivi 
Sporočilo je evropskim državam zagotovilo, da frankovsko-mongolsko zavezništvo ali vsaj poskusi takšnega zavezništva niso prenehali, čeprav so se kani spreobrnili v islam.

#### Odposlanstvo leta 1307
Leta 1307 je na Zahod poslal še eno delegacijo, ki jo je vodil Tommaso Ugi di Siena, Italijan, opisan kot Oldžejtujev ilduči (mečar). Odposlanstvo je spodbudilo papeža Klemena V., da je leta 1307 spregovoril o veliki možnosti, da bi Mongoli prepustili Sveto deželo kristjanom, in izjavil, da ga mongolska delegacija Ilkanata "bodri kot duhovna hrana". Odnosi so bili precej topli in papež je leta 1307 imenoval Janeza iz Montecorvina za prvega nadškofa Kanbalika in patriarha Orienta.
Evropski narodi so se zato začeli pripravljati na križarsko vojno, vendar so se priprave zavlekle. Memorandum, ki ga je sestavil veliki mojster vitezov hospitalcev Guillaume de Villaret o vojaških načrtih za križarsko vojno, je predvideval mongolsko invazijo na Sirijo kot predhodnico zahodne intervencije.

#### Vojaška operacija leta 1308
Bizantinski cesar Andronik II. je z Oldžejtujem poročil svojo hčer in prosil ilkana za pomoč proti vedno močnejšim Osmanom. Leta 1305 je Oldžejtu svojemu tastu obljubil 40.000 mož in leta 1308  poslal 30.000 mož, da bi osvojili številna bizantinska mesta v Bitiniji. Ilkanidska vojska je uničila oddelek vojske Osmana I.

#### Odposlanstvo leta 1313
4. aprila 1312 je papež Klemen V. na koncilu v Vienni razglasil križarsko vojno. Oldžejtu je leta 1313 poslal na Zahod še eno odposlanstvo, tokrat k Edvardu II. Istega leta je francoski kralj Filip Lepi "vzel križ" in se zaobljubil, da bo šel na križarsko vojno v Levant, s čimer se je odzval na papežev poziv k križarski vojni. Enguerrand de Marigny ga je pred odhodom posvaril, kralj pa je kmalu zatem umrl v nesreči med lovom.
Dokončna poravnava Ilkanata z Mameluki je bila dosežena šele potem, ko je Oldžejtujev sin leta 1322 z Mameluki sklenil Alepski sporazum. 

## Družina
Oldžejtu je imel trinajst žena in več potomcev, vendar sta ga preživela le sin Abu Said in hči Sati Beg. 
Oldžejtujev sin naj bi bil tudi Ilči, ki naj bi bil prednik dinastij Argun in Tarkan v Afganistanu oziroma v Indiji.